# Семенкино (Бежаницкий район)
Семенкино — деревня в Бежаницком районе Псковской области. Входит в состав сельского поселения муниципальное образование «Пореченское».
Расположено в 5 км к западу от райцентра, посёлка Бежаницы, и в 2 км к западу от волостного центра, деревни Махново.

## Население
Численность населения по оценке на 2000 год составляла 34 жителя.

## История
До 3 июня 2010 года деревня входила в состав ныне упразднённой Махновской волости.